# Битва при Триполи
Битва при Триполи — сражение между итальяно-немецкой танковой армией под командованием Эрвина Роммеля и Этторе Бастико и 8-й британской армией под командованием Бернарда Монтгомери. Итогом битвы стало взятие Триполи британцами.

## Битва
Роммель организовал оборонительную линию в Бюэрате, которую прорвали 15 января 1943 года. Роммель защищал фланги, отступая западнее. Однако союзники 18 января заняли Миссурату и 21 января Эль-Азис. Роммель принял решения без попыток обороны города выйти из Триполи ночью 22 января 1943 года. Днём 22 января британские войска без препятствий заняли город.

## Последствия
Роммель отступил в Тунис, после чего получил подкрепление в виде танков «Тигр» и дополнительной пехоты. 1-я и 8-я армии объединились в 18-ю группу армий; вместе с американскими войсками, наступавшими с запада, они прорвали оборонительную линию Марет. К маю 1943 года большинство солдат Оси в Африке сдались в плен, полностью потеряв Северную Африку.